# Феррейро, Роберто
Робе́рто Оска́р Ферре́йро (исп. Roberto Oscar Ferreiro; 25 апреля 1935[…], Буэнос-Айрес — 20 апреля 2017) — аргентинский футболист и футбольный тренер. Участник чемпионата мира 1966 года в составе сборной Аргентины.

## Карьера

### Клубная карьера
Роберто Феррейро провёл большую часть своей карьеры за клуб «Индепендьенте» из города Авельянеда. В период с 1958 по 1967 год он сыграл 221 матч за «Индепендьенте» в аргентинской Примере, высшем дивизионе. За время игры в «Индепендьенте» он трижды выиграл национальный чемпионат. В 1960 году он праздновал первое чемпионство, тогда лидерами команды были Рауль Бернао и Дэвид Асеведо, в погоне за титулом команда обошла «Ривер Плейт». Второй чемпионат с «Индепендьенте» Роберто Феррейро удалось выиграть три года спустя, в 1963 году, когда после финального тура команда заняла первое место в таблице с преимуществом в два очка над «Ривер Плейт», как и три года ранее.
На международной арене Роберто Феррейро также пользовался успехом с «Индепендьенте». Команда тренера Мануэля Джудиче победила в Кубке Либертадорес 1964. «Индепендьенте» оказался первым в групповом раунде, обойдя перуанский «Альянса Лима» и колумбийский «Мильонариос», в полуфинале он одолел прошлогоднего победителя «Сантос» с Пеле в составе. В финале «Индепендьенте» встретился с уругвайским «Насьоналем». Первый матч закончился нулевой ничьей, ответный матч с минимальным счётом выиграл «Индепендьенте», единственный гол забил Марио Родригес, эта победа стала первой для клуба в Кубке Либертадорес. Роберто Феррейро выходил на поле в двух последних играх и внёс свой вклад в защиту, его игра позволила «Индепендьенте» оставить ворота сухими в обоих матчах финала.
В 1965 году «Индепендьенте» выиграл трофей второй раз подряд. В финале его снова ожидал уругвайский клуб, на этот раз «Пеньяроль». После первой победы с минимальным счётом «Индепендьенте» потерпел поражение 3:1 во втором матче, команда подошла к плей-офф, проигрывая один мяч, но футболисты проявили характер, выиграв со счётом 4:1, в итоге аргентинцы выиграли с суммарным счётом 6:4. Роберто Феррейро играл во всех трёх матчах финала. С двумя победами в Кубке Либертадорес «Индепендьенте» также имел право на участие в Межконтинентальном кубке. Но оба раза проиграл победителю Кубка европейских чемпионов, миланскому «Интеру».
Даже после введения апертуры и клаусуры «Индепендьенте» выступал успешно и завоевал чемпионство в 1967 году также с преимуществом в два очка уже над «Эстудиантес». Это была последняя победа Роберто Феррейро в чемпионате, он покинул клуб и через год присоединился к «Ривер Плейт», где играл до 1970 года, за три года он сыграл 86 матчей за столичный клуб. В 1971 году он сыграл ещё один сезон за клуб «Мильонариос» из Боготы, Колумбия, и забил первые два гола в своей карьере, хотя сыграл всего десять матчей.
После окончания карьеры игрока Роберто Феррейро стал футбольным тренером. Он тренировал свой старый клуб «Индепендьенте», с которым он в 1974 году выиграл Кубок Либертадорес и Межконтинентальный кубок.

### Национальная сборная
В сборную Аргентины Роберто Феррейро вызывался в общей сложности 20 раз. Тренер Хуан Карлос Лоренсо взял его в команду на чемпионат мира 1966. На турнире в Англии Феррейро сыграл во всех четырёх матчах своей команды. Аргентине было сложно, но она дошла до четвертьфинала после того, как заняла второе место в группе после Германии (уступила по разнице мячей), опередив Испанию и Швейцарию. Однако, выйдя из группы, команда встретилась с Англией (единственный гол забил Джеффри Херст), которая впоследствии и стала чемпионом мира. Матч против Англии был последним международным матчем для Роберто Феррейро.